# Rhyopsocus eclipticus
Rhyopsocus eclipticus är en insektsart som beskrevs av Hagen 1876. Rhyopsocus eclipticus ingår i släktet Rhyopsocus och familjen Psoquillidae. Inga underarter finns listade i Catalogue of Life.